# Generator (canción)
«Generator» es el tercer sencillo extraído del álbum de Foo Fighters There Is Nothing Left to Lose de 1999. Fue editado en el año 2000 en la compañía RCA Records.

## Lista de canciones

### CD Australiano
1. «Generator»
2. «Learn To Fly» (Directo 24 de enero de 2000 Sídney, Australia)
3. «Stacked Actors» (Directo 24 de enero de 2000 Sídney, Australia)
4. «Breakout» (Directo 23 de noviembre de 1999 Glasgow, Scotland)

### CD Americano (USA)
1. «Generator» (1999)
2. «Ain't It The Life» (Versión acústica en directo)
3. «Floaty» (Versión acústica en directo)
4. «Fraternity»
5. «Breakout» (Directo)

- Datos: Q3084148